# Claremont (Dakota Południowa)
Claremont – miasto w Stanach Zjednoczonych, w stanie Dakota Południowa, w hrabstwie Brown.